# Jean-Marie Aubry
Jean-Marie Aubry (Forbach, 3 aprile 1969) è un ex calciatore ed ex giocatore di beach soccer francese, campione del mondo con la nazionale francese di beach soccer nel 2005.

## Palmarès

### Calcio
- Ligue 2: 1

Strasburgo: 1987-1988
- Campionato francese: 1

Monaco: 1999-2000
- Supercoppa francese: 1

Monaco: 2000

### Beach soccer
- Campionato mondiale di beach soccer: 1

Francia: Rio de Janeiro 2005